# Meleagro (Euripide)
Meleagro (in greco antico: Μελέαγρος?, Meléagros) è una tragedia di Euripide oggi perduta, ad eccezione di alcuni frammenti sopravvissuti.

## Trama
Davanti al palazzo di Oineo, a Calidone, Artemide appare a recitare il prologo: 
prospere, situate in riva opposta 

allo stretto della terra di Pelope; 

Oineo regna su questa terra etolica, 

figlio di Portaone, egli che un giorno 

sposò Altea Testiade, sorella di Leda.»
(Fr. 515 Snell-Kannicht (la cui numerazione sarà usata nel corso di questa voce), trad. A. D'Andria)
La dea racconta l’oltraggio che ha subito dal sovrano, reo di essersi dimenticato della divinità durante un’offerta agli dei, per poi esporre al pubblico la punizione che colpirà il re. Artemide, infatti, invia un grande cinghiale, nella cui caccia avrà compimento la sorte sciagurata di Meleagro, insita già nel nome. 
Dopo il prologo, entra il coro, probabilmente formato dalle donne di Calidone. Forse già nel canto d’ingresso viene espressa curiosità per gli eroi radunati; difatti la caccia costituisce l’argomento da cui inizia l’agone, nel quale sono contrapposti Meleagro, Altea e Atalanta. L'eroe, di fronte alle preoccupazioni della madre, che teme per la vita del figlio, ha un tono rassicurante, ma descrive la propria partenza per l’impresa come un’indispensabile prova di valore, parlando poi sull’ἀρετή femminile e, in particolare, sulla figura di Atalanta, che parteciperà alla caccia. L’eroe ammira l’eroina arcade, con cui potrebbe generare ottimi figli, ma tali affermazioni provocano la dura reazione di Altea, che rifiuta una condotta femminile che vada contro il proprio ruolo. A questo punto, interviene direttamente Atalanta, per insistere sul modello positivo del proprio genere di vita, in quanto, benché rifiuti il matrimonio, sarebbe in grado di generare figli migliori rispetto alle altre donne. Di fronte a tali parole, Altea condanna la cacciatrice, sentita come una donna che ammanta con belle parole un pessimo comportamento, mentre dovrebbe dedicarsi al tradizionale lavoro femminile della tessitura. 
Un messaggero riferisce a Oineo della caccia: presenta il catalogo dei partecipanti all’impresa e riferendo l’accaduto durante la caccia, cioè l’uccisione del cinghiale, la lite per le spoglie e la morte dei Testiadi, cognati di Oineo. 
Altea, di fronte a tali eventi, pronuncia un monologo esitante tra la propria funzione di madre e di sorella, fino a quando getta tra le fiamme il tizzone, a cui le Moire avevano legato fin dalla nascita la vita di Meleagro, sull’altare all’entrata del palazzo, circondata da statue di divinità. La sovrana entra nella reggia, dove si suicida, come viene poi raccontato a Oineo da una vecchia nutrice, che contrappone la luce della vita al buio della morte. 
Davanti al re, prostrato per la morte della moglie, giunge un secondo messaggero per informarlo dell’improvvisa sofferenza che ha colpito Meleagro che, sorretto da Tideo e Deianira, giunge moribondo sulla scena dove, dopo essersi scagliato contro la sorte, muore davanti agli occhi di Oineo, mostrando, come commenta il coro, il rapido mutamento del destino umano. 
Atena ex machina conclude il dramma, annunciando gli eventi futuri della casa reale calidonia: infatti si profetizza l'atto di cannibalismo compiuto da Tideo ai danni di Melanippo.